# Лабуассьер, Пьер Гарнье де
Пьер Гарнье де Лабуассьер (фр. Pierre Garnier de Laboissière; 11 марта 1755 — 14 апреля 1809) — французский военный деятель.
Командовал французской пехотной дивизией во время Войны второй коалиции. После окончания военной академии в 1769 году, поступил на службу в драгунский полк в 1772 году в качестве сублейтенанта. В 1779 году был произведен в капитаны. В конце 1792 года во время Войны первой коалиции он получил в командование кавалерийский полк со званием полковника. Во время службы в Рейнской армии был захвачен в плен пруссаками. После обмена пленными был повышен до бригадного генерала в октябре 1793 года. Лабуассьер был произведён в дивизионные генералы и в феврале 1799 года принял участие в Битве при Штокахе и командовал дивизией в Битве при Нови. Летом и осенью 1799 года он принял участие в нескольких сражениях в районе Генуи. Позже он командовал войсками в Швейцарии. Наполеон назначил его в Охранительный сенат в 1802 году, присудил ему Крест командора ордена Почетного легиона в 1804 году и сделал его графом Империи в 1808 году.
Лабуассьер умер в Париже в апреле 1809.
Его имя высечено под Парижской Триумфальной аркой, в столбце 15.

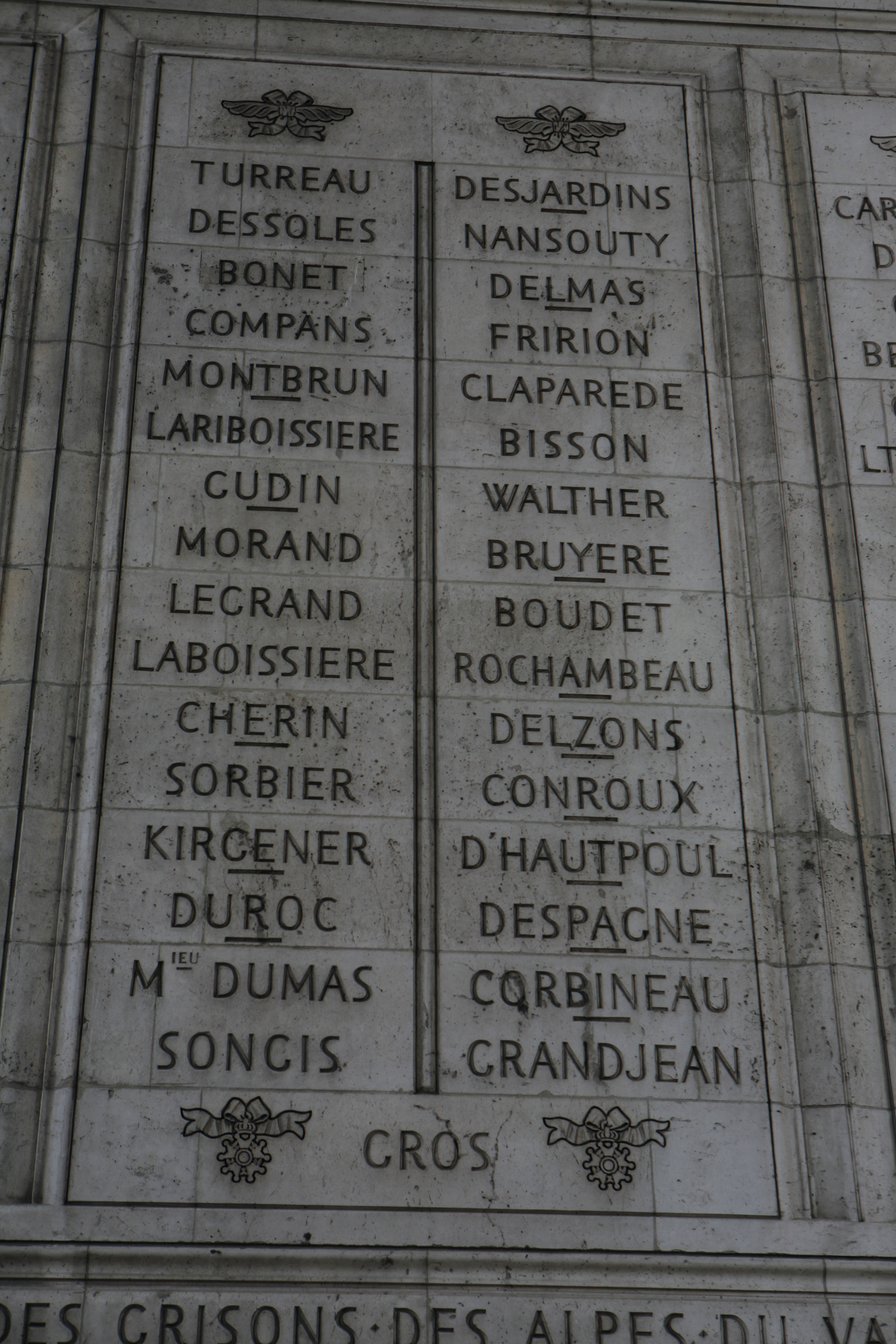
Arc de Triomphe mg 6828